# Goniopteris faucium
Goniopteris faucium là một loài thực vật có mạch trong họ Thelypteridaceae. Loài này được (Liebm.) E. Fourn. mô tả khoa học đầu tiên năm 1872.